# Loxoptygus
Genre
Synonymes
- Loxoptygella Strand, 1906

Loxoptygus est un genre d'araignées mygalomorphes de la famille des Theraphosidae.

## Distribution
Les espèces de ce genre sont endémiques d'Éthiopie.

## Liste des espèces
Selon World Spider Catalog (version 21.0, 06/04/2020) :
- Loxoptygus coturnatus Simon, 1903
- Loxoptygus ectypus (Simon, 1889)

## Publication originale
- Simon, 1903 : Histoire naturelle des araignées. Paris, vol. 2, p. 669-1080 (texte intégral).